# Kanton Montsûrs
Der Kanton Montsûrs war von 1790 bis 2015 ein französischer Wahlkreis im Arrondissement Laval, im Département Mayenne und in der Region Pays de la Loire; sein Hauptort war Montsûrs.

## Geografie
Der Kanton Montsûrs lag im Mittel 110 Meter über dem Meeresspiegel, zwischen 62 Meter in Saint-Céneré und 151 Meter in Montourtier.
Er lag im Zentrum des Départements Mayenne und grenzte im Osten an die Kantone Bais, Évron und Sainte-Suzanne, im Süden an den Kanton Meslay-du-Maine, im Westen an den Kanton Argentré und im Nordwesten und Norden an den Kanton Mayenne-Est.

## Geschichte
Der Kanton entstand 1801 aus dem Zusammenschluss der bisherigen Kantone Montsûrs, Ouen-des-Oyes (heute Saint-Ouën-des-Vallons) und Sougé (heute Soulgé-sur-Ouette).

## Gemeinden
Der Kanton bestand aus neun Gemeinden:
| Gemeinde               | Einwohner Jahr | Fläche km² | Bevölkerungsdichte | Code INSEE | Postleitzahl |
| ---------------------- | -------------- | ---------- | ------------------ | ---------- | ------------ |
| Brée                   | 548 (2013)     | 16,41      | 33 Einw./km²       | 53043      | 53150        |
| La Chapelle-Rainsouin  | 421 (2013)     | 18,05      | 23 Einw./km²       | 53059      | 53150        |
| Deux-Évailles          | 211 (2013)     | 11,93      | 18 Einw./km²       | 53092      | 53150        |
| Gesnes                 | 234 (2013)     | 11,21      | 21 Einw./km²       | 53105      | 53150        |
| Montourtier            | 365 (2013)     | 19,09      | 19 Einw./km²       | 53159      | 53150        |
| Montsûrs               | 2.013 (2013)   | 10,85      | 186 Einw./km²      | 53161      | 53150        |
| Saint-Céneré           | 503 (2013)     | 18,89      | 27 Einw./km²       | 53205      | 53150        |
| Saint-Ouën-des-Vallons | 199 (2013)     | 7,38       | 27 Einw./km²       | 53244      | 53150        |
| Soulgé-sur-Ouette      | 1.104 (2013)   | 22,94      | 48 Einw./km²       | 53262      | 53150        |

## Bevölkerungsentwicklung
| 1962  | 1968  | 1975  | 1982  | 1990  | 1999  | 2006  |
| ----- | ----- | ----- | ----- | ----- | ----- | ----- |
| 4.786 | 4.782 | 4.864 | 5.016 | 4.883 | 4.947 | 5.288 |